# چیچستر، کبک
چیچستر (به فرانسوی: Chichester) بخشی در منطقه شهری پونتیاک ناحیه اوتاوه در استان کبک کانادا است. در سرشماری سال ۲۰۱۱ این بخش ۳۸۲ نفر جمعیت داشته‌است و مساحت آن ۲۲۵٫۷۱ کیلومتر مربع است.